# متیل-دی‌ام‌ای
متیل-دی‌ام‌ای (به انگلیسی: Methyl-DMA) با فرمول شیمیایی C۱۲H۱۹NO۲ یک ترکیب شیمیایی با شناسه پاب‌کم ۳۰۴۸۴۰۱ است. که جرم مولی آن ۲۰۹٫۲۸۵ g/mol می‌باشد. 